# Grammatophyllum
Grammatophyllum é um género botânico pertencente à família das orquídeas (Orchidaceae).